# Elisa Rigutini Bulle
Elisa Rigutini Bulle (Pistoia, 1858 – Pistoia, 1940) è stata una pittrice italiana, vissuta prevalentemente a Firenze.

## Biografia
Figlia del filologo Giuseppe Rigutini, i suoi dipinti si ispirano ad arazzi antichi, che esponeva principalmente a Firenze durante la fine degli anni 1880. Tra le sue opere vi è una tela dipinta a guazzo, raffigurante: I bambini giardinieri. Da ricordare uno studio dal vero: Frutte; ed anche Oleandri e L'incoronazione d'Ester. Durante l'Esposizione Beatrice del 1890 fu premiata con una medaglia di bronzo ed una d'oro.
Ha tradotto in italiano alcune opere di Nietzsche intitolate Nietzsche giovane. Questo suo lavoro è stato approvato dalla sorella del filosofo, Elisabeth Förster-Nietzsche.
Nel 1889 ha sposato Oskar Bulle, un professore e filosofo tedesco, che ha fra, le sue produzioni letterarie, un dizionario italiano-tedesco scritto in collaborazione con il padre di Elisa, Giuseppe Rigutini.